# Oknoplast
Oknoplast - 1994-ben Krakkóban alakult műanyag ablakokat, ablak kiegészítőket, bejárati ajtókat, redőnyt és alumínium termékeket gyártó lengyel cég. Jelenleg a cég székhelye a Krakkó melletti Ochmanów ipari területén van. Itt található a cég logisztikai és iroda központja, 31,8 ezer m2 területen a gyártó- és raktárcsarnokok.
Az Oknoplast 1600 kereskedelmi partnerből álló hálózattal rendelkezik Lengyelország, Csehország, Szlovákia, Magyarország, Svájc, Szlovénia, Németország, Olaszország és Franciaország területén. A cég a műanyag profilokat gyártó német VEKA céggel működik együtt.

## Története
- 1994 – a „Przedsiębiorstwo Produkcyjne OKNOPLAST – Kraków Sp. z o.o.” cég megalakulása Krakkói székhellyel, műanyag ablakok és ajtók gyártásának kezdete
- 1997 – alumínium nyílászárók gyártásának kezdete
- 2000 – a cég Krakkóból jelenlegi telephelyére, Ochmanów ipari területére költözik
- 2005 – export értékesítés kezdete
- 2009 – műanyag és alumínium redőny gyártásának kezdete
- 2010 – a cég nevének módosítás „Przedsiębiorstwa Produkcyjnego OKNOPLAST – Kraków Sp. z o.o.”-ról, „OKNOPLAST Sp. z o.o.”-ra.
- 2012 – Az OKNOPLAST Sp. z o.o lett az FC Internazionale Milano olasz futballklub új szponzora
- 2012 –üveggyártás kezdete

## Díjak és elismerések
- Piacvezető 2012 – (kilencszer) műanyag ablak gyártás területén a „Legjobb Cég Lengyelországban” díj[9]
- TOP Builder 2012 – Builder folyóirat Program Tanácsa és Szerkesztősége által odaítélt elismerés[10]
- Forbes Gyémánt 2010 – a legdinamikusabban növekvő cégeknek ítélt díj[11]
- LENGYELORSZÁG MOST 2010 – a legjobb termékért odaítélt díj. A díjat a PLATINIUM ablak kapta a „Legjobb Termék” kategóriában[12]

## Szponzorálás
2012. januárja óta az Oknoplast az Inter Milán labdarúgóklub szponzora – a Krakkó melletti vállalat használhatja reklám anyagaiban többek között a „Inter Milán Top Szponzora” címet és a labdarúgók fényképeit is. 2013. május első felében került meghosszabbításra az Inter Milánnal a szponzori szerződés, a 2014/2015-ös szezon végéig marad a cég a klub kiemelt szponzora. 2013. augusztusától az Oknoplast a Borussia Dortmund  klub hivatalos szponzora. A megállapodás, amelynek értelmében a csapat játékosai megjelennek a cég reklám anyagaiban egy évre szól.